# دينيس دودا
دينيس دودا (بالألبانية: Denis Duda‏) (14 فبراير 1996 بفيير في ألبانيا - ) هو لاعب كرة قدم ألباني في مركز الوسط. لعب مع نادي فلامورتاري فلوره.

## وصلات خارجية
- دينيس دودا على موقع قاعدة بيانات كرة القدم.إي يو (الإنجليزية)
- دينيس دودا على موقع Soccerway.com (الإنجليزية)